# Weduwe Alexander Baert en Zoonen

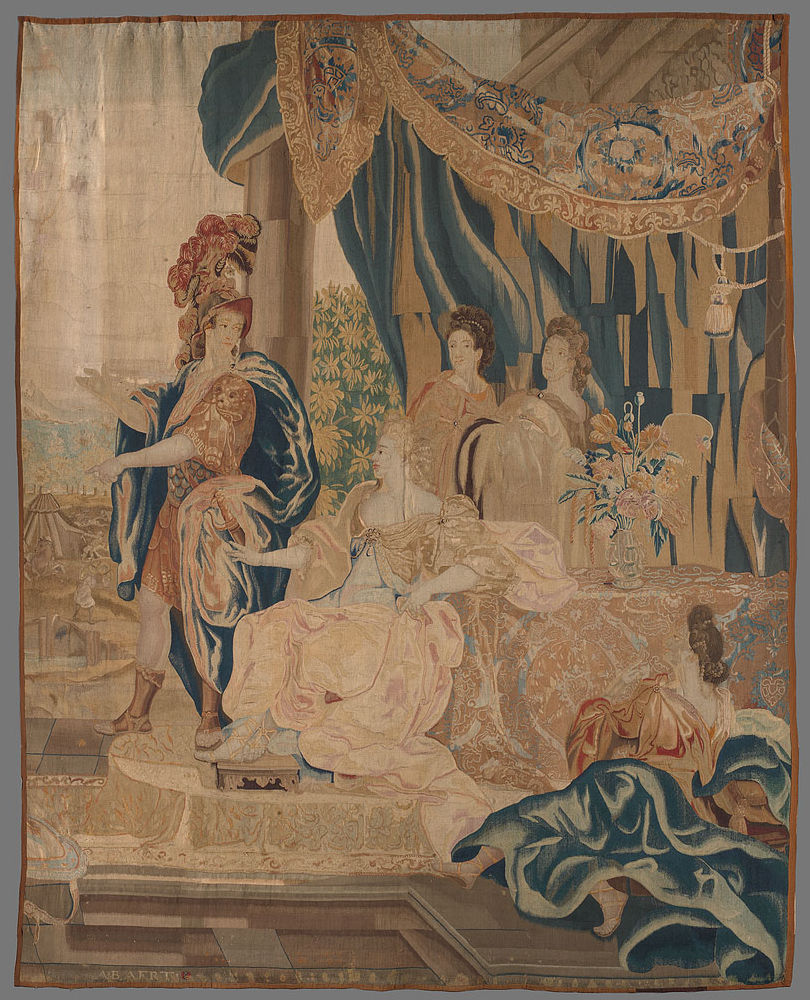
Amadis en Orianne (1728)

Weduwe Alexander Baert en Zoonen was een Nederlandse onderneming, gespecialiseerd in het maken van wandtapijten. Het bedrijf werd eind 17e eeuw gevestigd in Amsterdam en Gouda en heeft tot ca. 1770 bestaan.

## Geschiedenis
De leden van de familie Baert waren actief in Oudenaarde als tapijtwevers en -handelaren. Alexander Baert en zijn vrouw vestigden zich via Gent in Amsterdam, waar hij in 1696 poorter werd. Hij zette een tapijtweverij op, met vestigingen in Amsterdam en Gouda. Beide steden hadden belang bij de industrie en boden hem financiële voordelen. In Gouda kreeg hij subsidie voor de huur van zijn huis, werkloon en reis- en transportkosten. In Amsterdam kreeg onder meer gratis burgerrecht in 1698, hoefde hij geen stadsaccijnzen te betalen en werd een woning en magazijn bij de Utrechtse poort voor hem ingericht. In 1704 had hij in Amsterdam 12 knechten en in Gouda 20 knechten in dienst.
Alexander Baert woonde met zijn gezin in Amsterdam. Naast de vier kinderen die ze bij hun komst naar de stad al hadden, werden daar nog eens zeven bij geboren. Hij overleed in 1719 en werd begraven in de Oude Kerk. Zijn weduwe Clara d'Hondt zette de zaak voort onder de naam Weduwe Alexander Baert en Zoonen. Aanvankelijk deed ze dat samen met haar zoons Johannes Alexander (overleden 1748), Jacobus (1698-1747) en Abraham (1701-1748) en na hun dood met haar dochter Clara.
De firma werd bekend om de wandtapijten met landschappen of historiestukken, maar maakte bijvoorbeeld ook kussens met het stadswapen voor de Waalse Kerk in Amsterdam. Deze zijn te zien op een tekening van Bernard Picart van een avondmaalsviering (1732). Vanaf 1734 adverteerde de firma ermee dat de wandtapijten op maat werden gemaakt. De dichter Daniël Willink (1676-1722) beschreef in een tweetal gedichten de firma Baert, daaruit: 

Ziet hier een treflyk huis gebouwt,
Alwaar de kunst tapisseryën
En vloersieraden ryk van goud,
Die 't allerkleurigst ook verblyën
Met zoveel lof als luister weeft.

 en 

Zij schildert en zy bootst met draadt en spoel naar 't leven
En doedt, wie haar beziet, heel opgetogen staan,
Verwonderd en verbaast met lof ten huize uitgaan.

De weduwe van Alexander Baert overleefde haar man ruim 30 jaar. Op 4 juni 1751 werd ook zij in de Oude Kerk begraven. Dochter Clara verhuisde naar Enkhuizen, waar ze in het huwelijk trad. Ze gaf haar zuster Hester, weduwe van Andreas van der Voort, toestemming het bedrijf voort te zetten en de naam Weduwe Alexander Baert en Zoonen te gebruiken. Hester Baert overleed echter al een jaar later, waarna de voogden over de kinderen Van der Voort het beheer voerden tot in 1759 de huur niet meer werd verlengd. In december 1752 was al "een partij vorstelijke geweeven tapijten tot kamerbehangsels" geveild. De tapijtmakerij werd later als paardenstal in gebruik genomen.
De zaak in Gouda was in handen gekomen van Clara Jacobusse Baert, een kleindochter van de oprichter, en haar man Nicolaas Blinkvliet. Mede door de opkomst van geschilderd behang werden in de 18e eeuw nauwelijks nog wandtapijten gemaakt. De firma wordt nog genoemd als in 1770 kussens worden geleverd aan de stad Gouda. Clara Blinkvliet-Baert overleed in 1783.
Nalatenschap
De wandtapijten van de firma Baert zijn te vinden in binnen- en buitenland. In Nederland onder meer in de stadhuizen in Kampen en Leeuwarden en diverse particuliere woningen. Het bedrijf maakte ook tapijten voor de weesmeesterskamer van het stadhuis van Enkhuizen. De slechte staat daarvan na de Tweede Wereldoorlog leidde tot flinke discussie over wie daarvoor verantwoordelijk was. Uiteindelijk zijn ze bij het Rijksmuseum Amsterdam gerestaureerd. Het Rijksmuseum heeft zelf twee wandtapijten in de collectie die beide ruim zeven meter lang en drie meter hoog zijn. In de stijlkamers van het Gemeentemuseum Den Haag zijn tapijten te zien die werden gemaakt voor een herenhuis aan de Keizersgracht in Amsterdam.

## Werken (selectie)
- Keizersgracht 143, Amsterdam. [Haags Gemeentemuseum]
- Prinsengracht 842, Amsterdam: zes tapijten met de vier werelddelen (1735)
- Waalse Kerk, Amsterdam: vijf kussenovertrekken met stadswapen (1714)
- Stadhuis van Enkhuizen: tapijten voor de weesmeesterskamer (1710)
- Stadhuis van Kampen: Apollotapijt in de trouwzaal
- Stadhuis van Leeuwarden: tapijten voor de burgemeesterskamer (1718)
- Kussenovertrek met het stadswapen van Rotterdam (1740, 1748)
- Kasteel De Cannenburgh, Vaassen
- Kasteel Biljoen, Velp (ca. 1710)

## Afbeeldingen

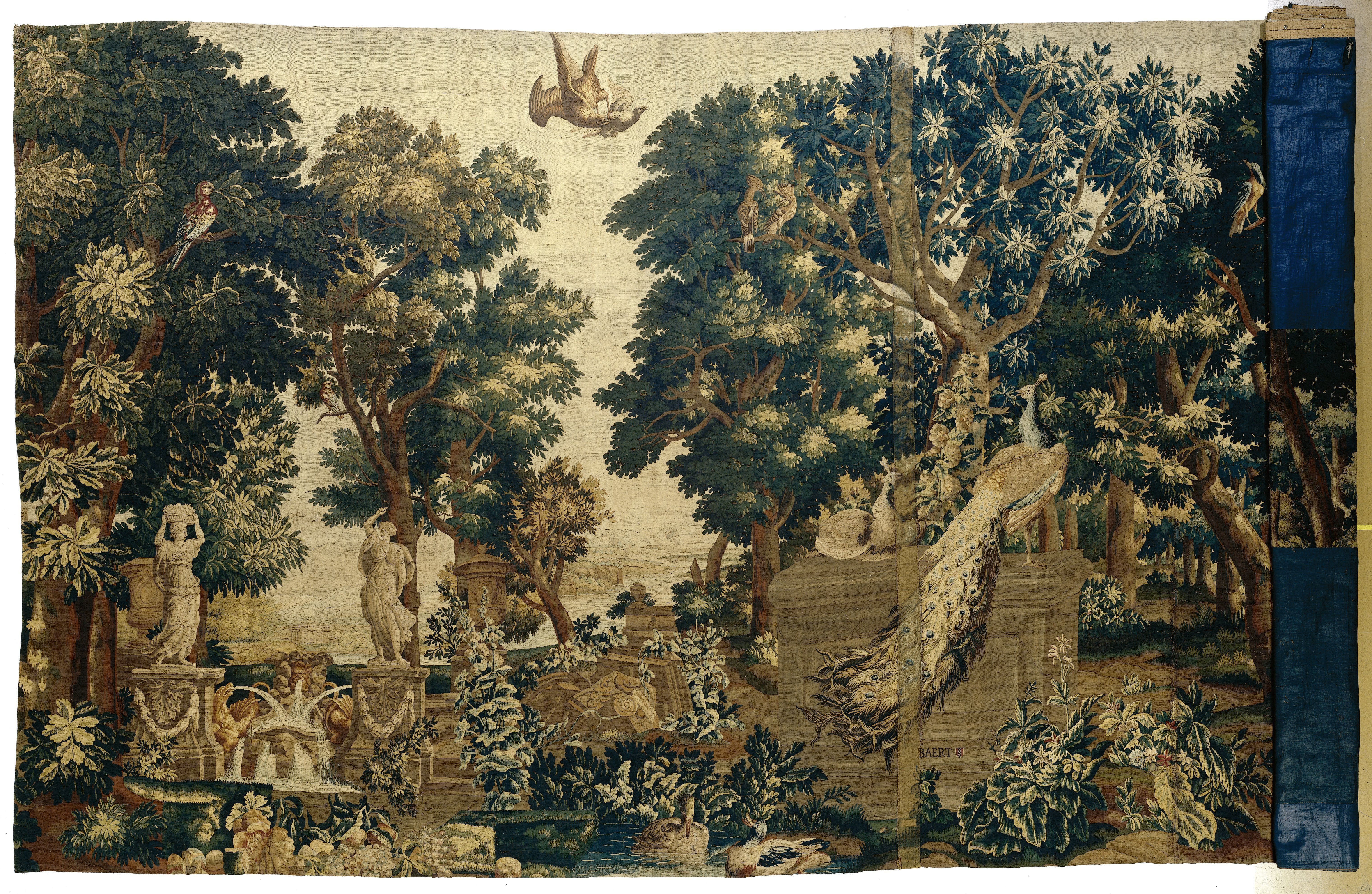
Een bos- en riviergezicht met vogels, een fontein en een grafmonument
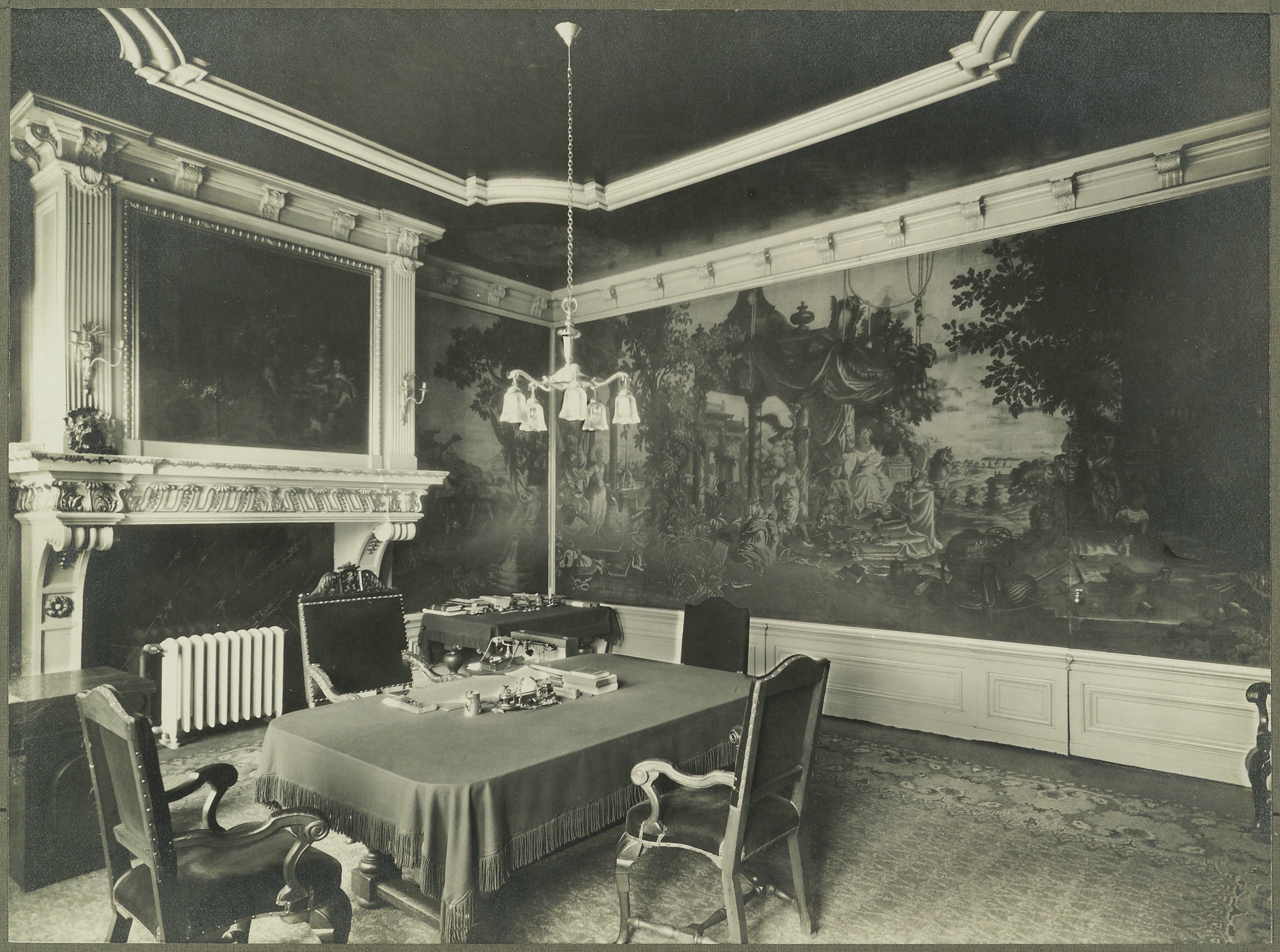
Burgemeesterskamer, Leeuwarden
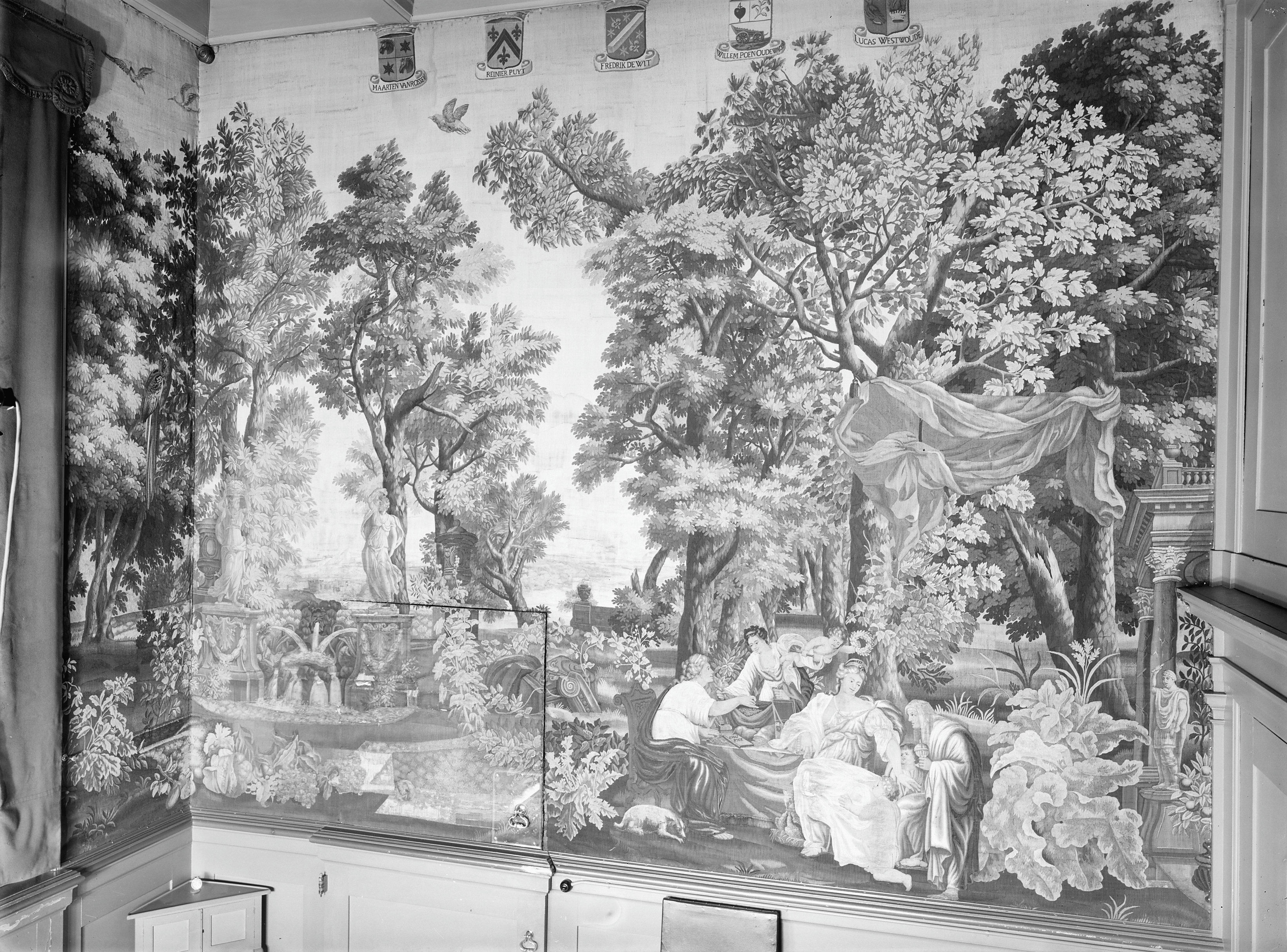
Weesmeesterskamer, Enkhuizen
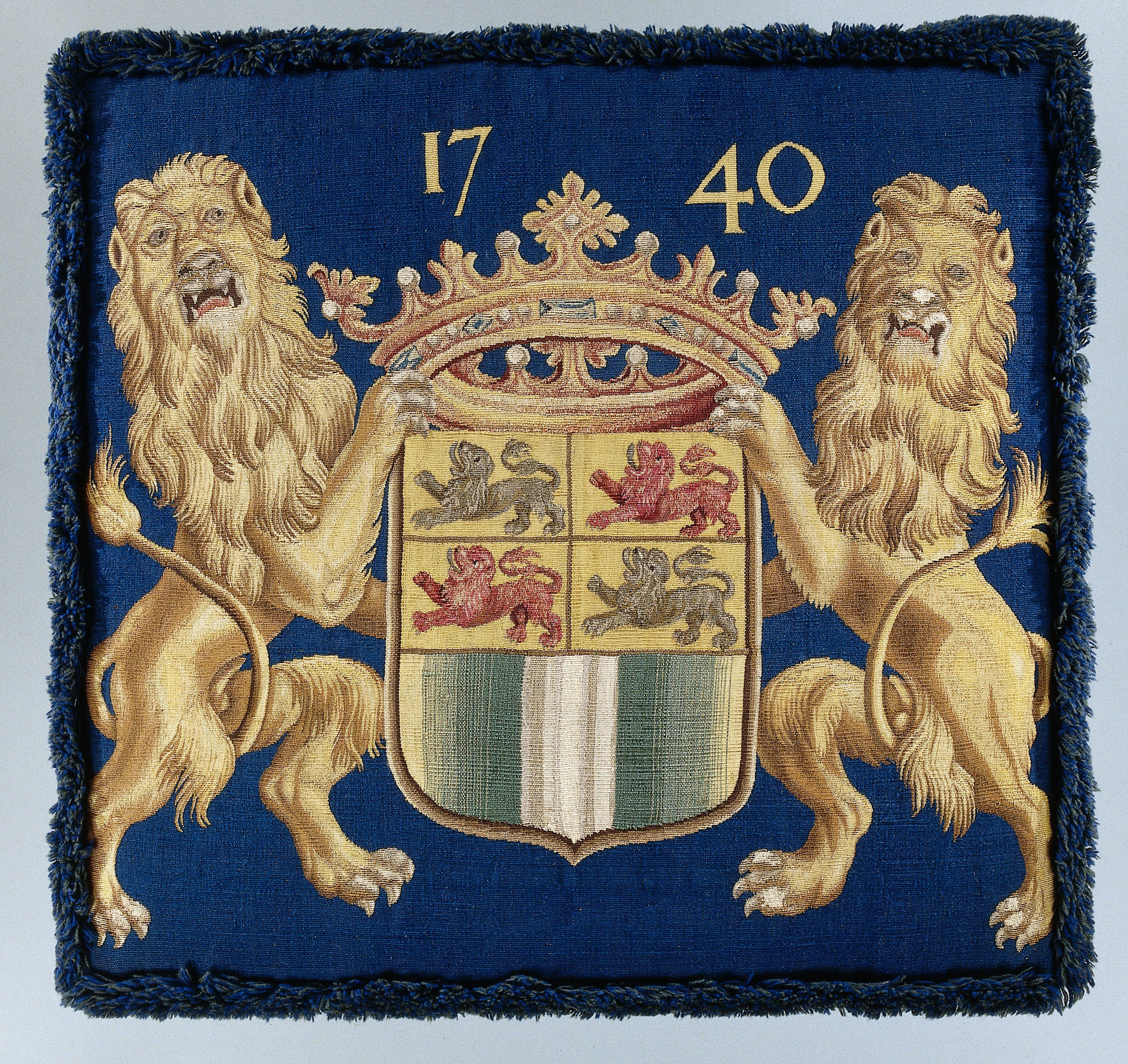
Kussenovertrek met het stadswapen van Rotterdam